# Villa Melvyn Maxwell et Sara Stein Smith
Pour les articles homonymes, voir Villa (homonymie), Smith et Paradis (homonymie).
Frank Lloyd Wright Smith House ou Melvyn and Sara Smith House ou Melvyn Maxwell and Sara Stein Smith House ou MyHaven House (mon havre, en anglais) est une villa de style moderne-usonia-organique-Prairie School, construite en 1950 par l'architecte américain Frank Lloyd Wright (1867-1959) à Bloomfield Hills (à 30 km au nord-ouest de Détroit) dans le Michigan aux États-Unis. Elle est labellisée Registre national des lieux historiques des États-Unis depuis 1997.

## Historique
Passionnés d'architecture et conquis par le concept de la célèbre maison sur la cascade de Pennsylvanie du célèbre architecte Frank Lloyd Wright, le jeune couple d'enseignants américains de Détroit Melvyn Maxwell Smith et Sara Stein rencontrent ce dernier en 1941, dans sa villa Taliesin du Wisconsin, pour lui faire construire cette villa usonia typique de leur rêve, en forme de « L » de 150 m², en béton, brique, panneau sandwich, et bois de cyprès, avec intérieur en bois et  meubles encastrés usonia typique, toit-terrasse, vastes baies vitrées sur terrain vallonné arboré et paysagé de 1,3 hectare, étude de solution d'énergie solaire passive et plancher chauffant,.

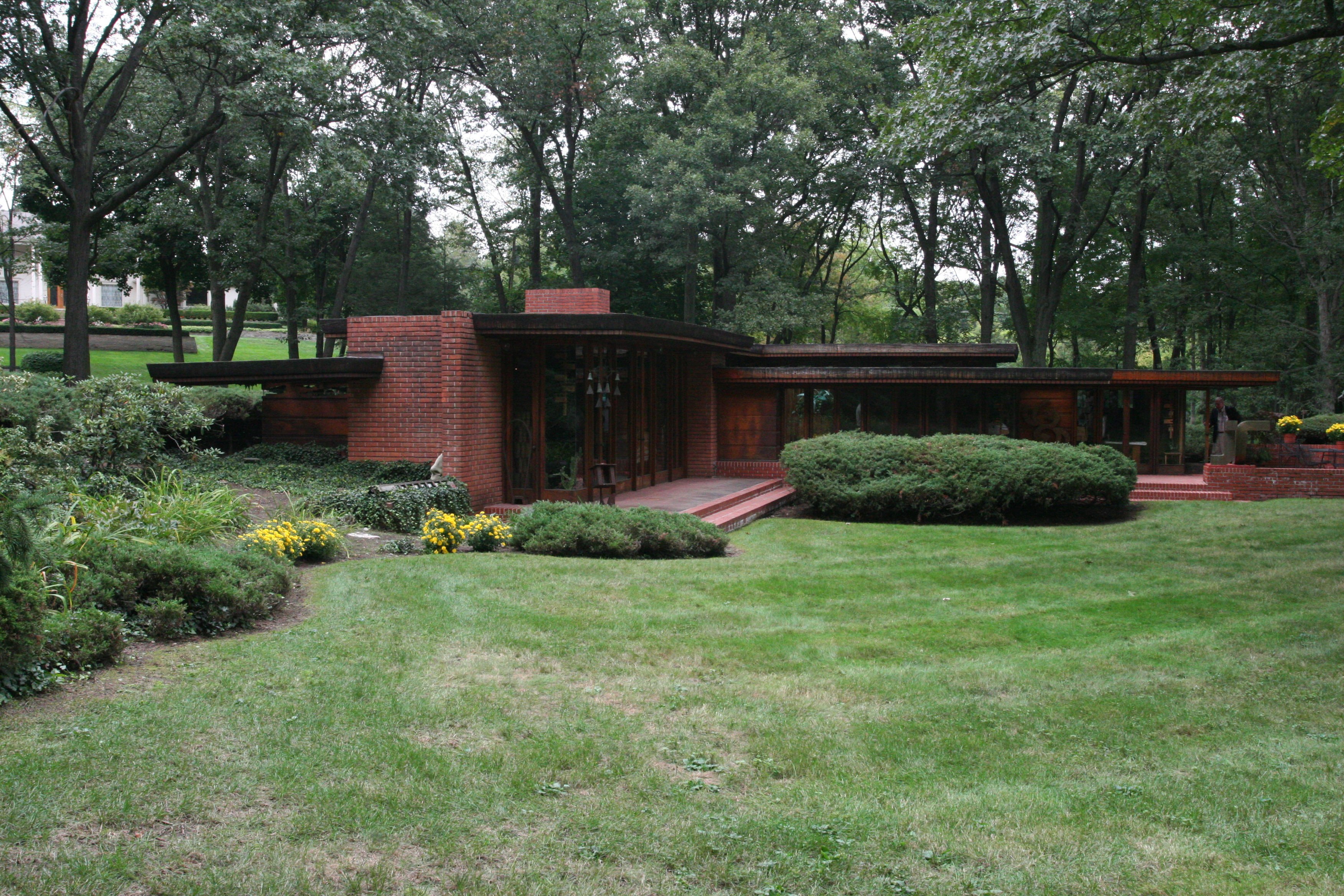
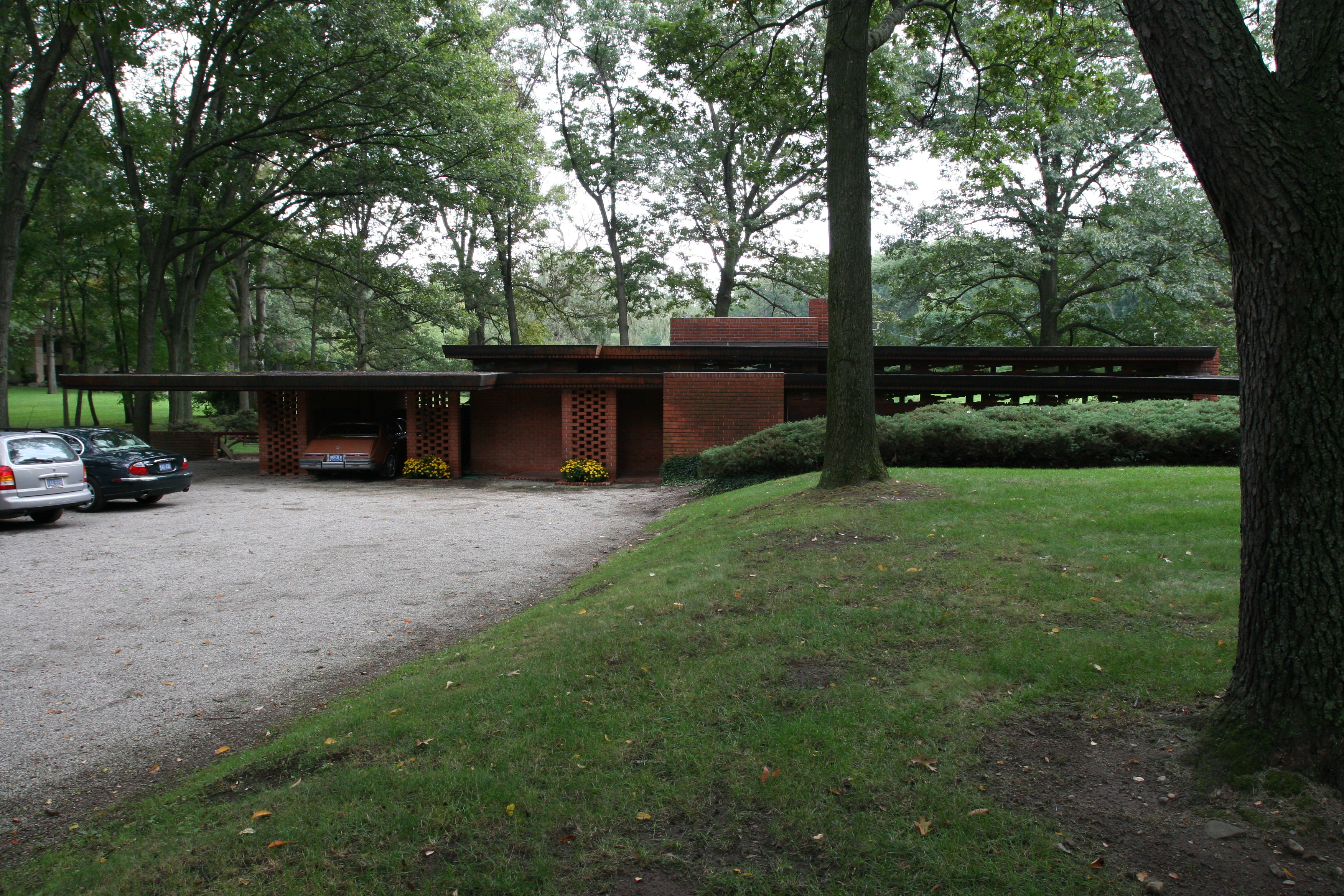

Son style moderne-usonia-organique-Prairie School est inspiré entre autres des villas avantgardistes Kings Road House (1922), de l'architecture californienne moderne d'après-guerre, et des villa Taliesin (1911), maison sur la cascade (1935), Taliesin West (1937), villa Hanna-Honeycomb (1937), Jacobs I (1937), Affleck House (voisine), et villa Weltzheimer-Johnson (1949)... de Frank Lloyd Wright...

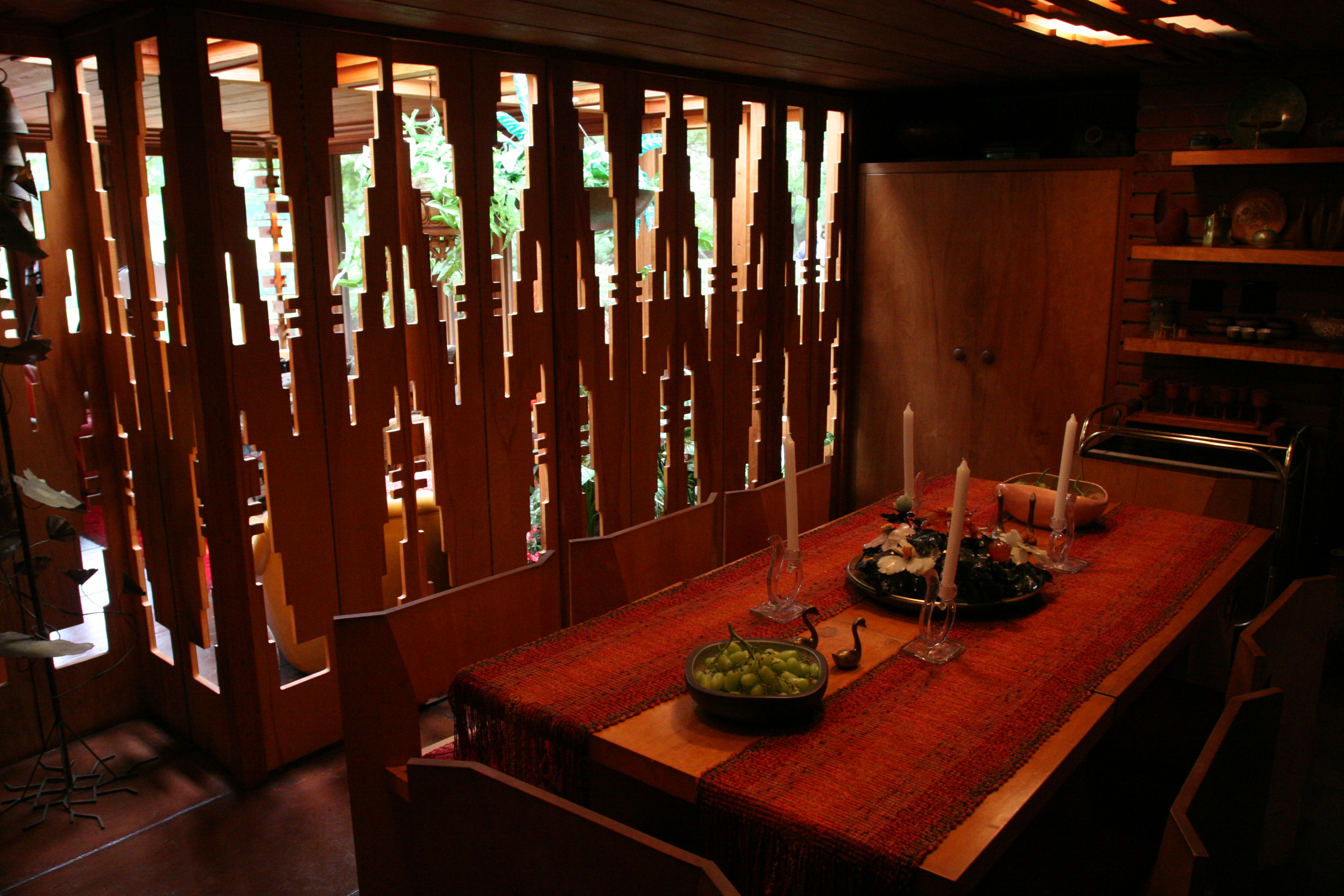
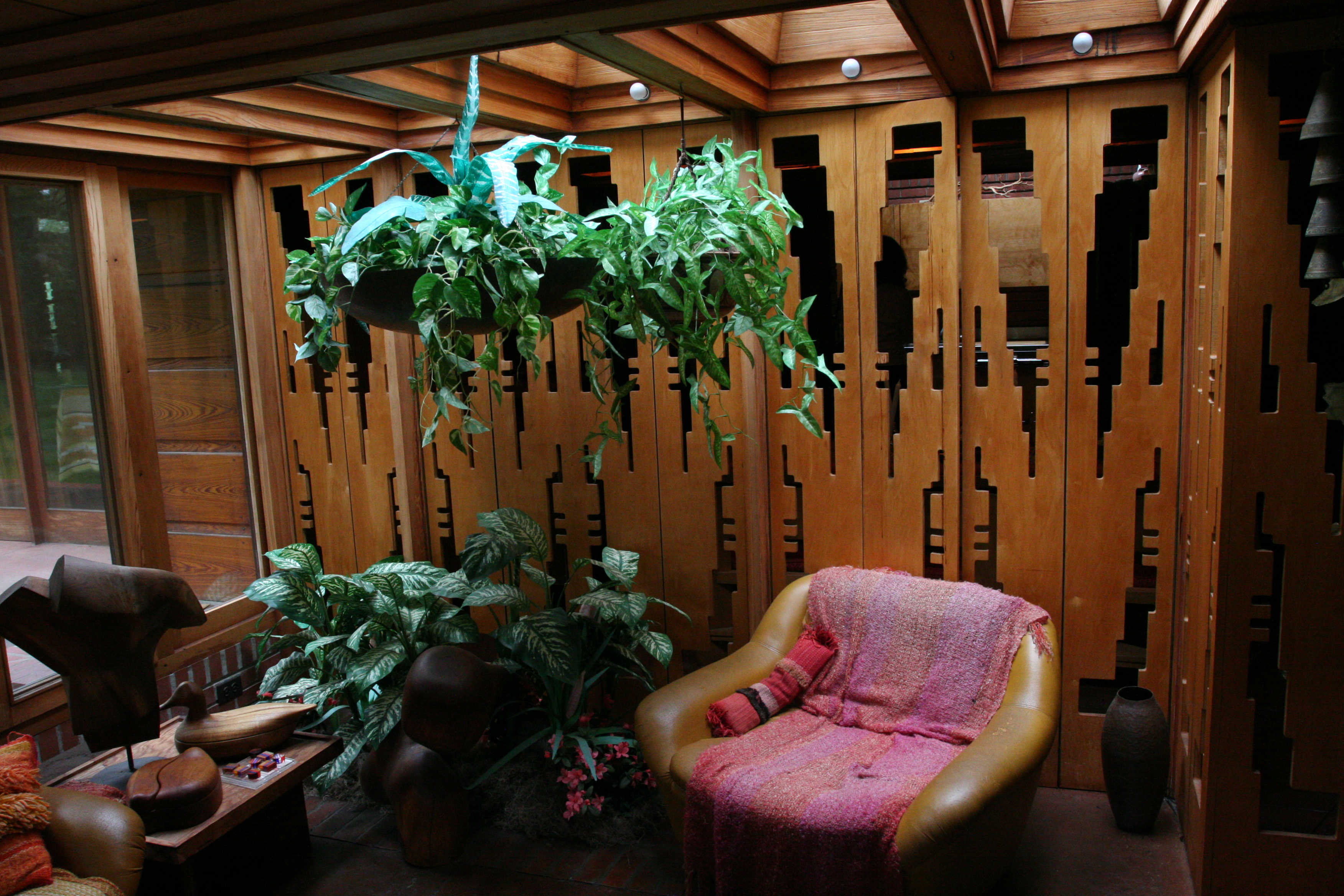

Après un important retard de début de construction dû à l’enrôlement de Melvyn Smith, entre 1942 et 1945, pour la Seconde Guerre mondiale, ce dernier supervise lui-même les travaux de construction entre 1949 et 1950 (dans un souci d'économie de budget modeste) avec l'architecte William Wesley Peters (en) (élève et disciple de Frank Lloyd Wright) en intégrant un maximum de solutions d'économies de matériaux et de main-d'œuvre grâce à l'aide amicale de nombreux partenaires locaux passionnés par ce projet de rêve,,. 
Le couple fait paysager le terrain alentour en 1957 par le paysagiste Thomas Dolliver Church, agrandir la villa à 170 m² en 1968 par l'architecte William Wesley Peters, puis ils transforment les lieux avec le temps en exemple « d'intégration de l'art, de l'architecture et de la nature » avec une importante collection d'art, issue en grande partie d'artistes étudiants en art & design du campus universitaire Cranbrook Community voisin. Ils reçoivent toute leur vie dans cette villa usonia « iconique » de Frank Lloyd Wright, de nombreux amateurs et passionnés d'art et d'architecture du monde entier.
La villa est léguée à ce jour au campus universitaire Cranbrook Community voisin, qui, après l'avoir restaurée dans son état d'origine, organise des visites régulières,,.